# Austmusia wilsoni
Espèce
Austmusia wilsoni est une espèce d'araignées aranéomorphes de la famille des Desidae.

## Distribution
Cette espèce est endémique de Nouvelle-Galles du Sud en Australie. Elle se rencontre sur les monts Wilson, Victoria et Edwards.

## Description
La carapace des mâles mesurent de 4,59 à 6,41 mm de long sur de 3,20 à 4,21 mm de large et l'abdomen de 4,85 à 5,75 mm de long sur de 3,00 à 3,80 mm de large. La carapace des femelles mesurent de 5,10 à 6,40 mm de long sur de 3,19 à 3,98 mm de large et l'abdomen de 5,25 à 6,10 mm de long sur de 3,80 à 4,65 mm de large.

## Étymologie
Son nom d'espèce lui a été donné en référence au lieu de sa découverte, le mont Wilson.

## Publication originale
- Gray, 1983 : A new genus of spiders of the subfamily Metaltellinae (Araneae, Amaurobioidea) from southeastern Australia. Proceedings of the Linnean Society of New South Wales, vol. 106, p. 275-285 (texte intégral).